# Norbert Schneider (Musiker)
Norbert Schneider (* 24. Oktober 1979 in Wien) ist ein österreichischer Sänger, Songwriter, Musikproduzent und Gitarrist, der in den Musikrichtungen Pop, Austropop, Blues, Reggae, R&B, Funk und Jazz tätig ist. 2010 gewann er den Ö3 Soundcheck, 2014, 2016 und 2019 den Amadeus Austrian Music Award.

## Leben und Wirken
Schneider, in Wien geboren, wuchs in Prottes im Weinviertel auf. Er erhielt im Alter von sieben Jahren Geigenunterricht. Seit seinem 15. Lebensjahr spielt er Gitarre, die er sich autodidaktisch beibrachte.
Als Teenager begleitete er Big Jay McNeely, Louisiana Red, Aaron Burton und Sister Shirley Sidnor. Weiters stand er mit  Mick Taylor, Bernard Allison, Red Holloway, Travis Haddix, Rusty Zinn, Paul Orta, Dave Specter und Alex Schultz auf der Bühne. Er trat im Vorprogramm von B.B. King, Lou Reed, Simply Red, Pink, One Republic und Gov’t Mule auf.
Von 1998 bis 2010 war er in folgenden Formationen aktiv: Squared, Vienna City Blues Band, Voodoo Surfers, R&B Caravan, The Blue Flagships, Lego Steiner und Andreas Sobczyk Quartett.
Schneider stand für 25 – Das Magazin als Statist vor der Kamera. In der Harald-Sicheritz-Produktion Mutig in die neuen Zeiten (Im Reich der Reblaus) ist er auch als Statist zu sehen.
2009 gewann er den ersten Vienna Blues Award sowie den Concerto Poll Preis in der Kategorie „Bester Künstler Blues&Roots“ und den zweiten Platz für das beste Album in der Kategorie „Blues&Roots“ für sein Album Fresh Cuts.

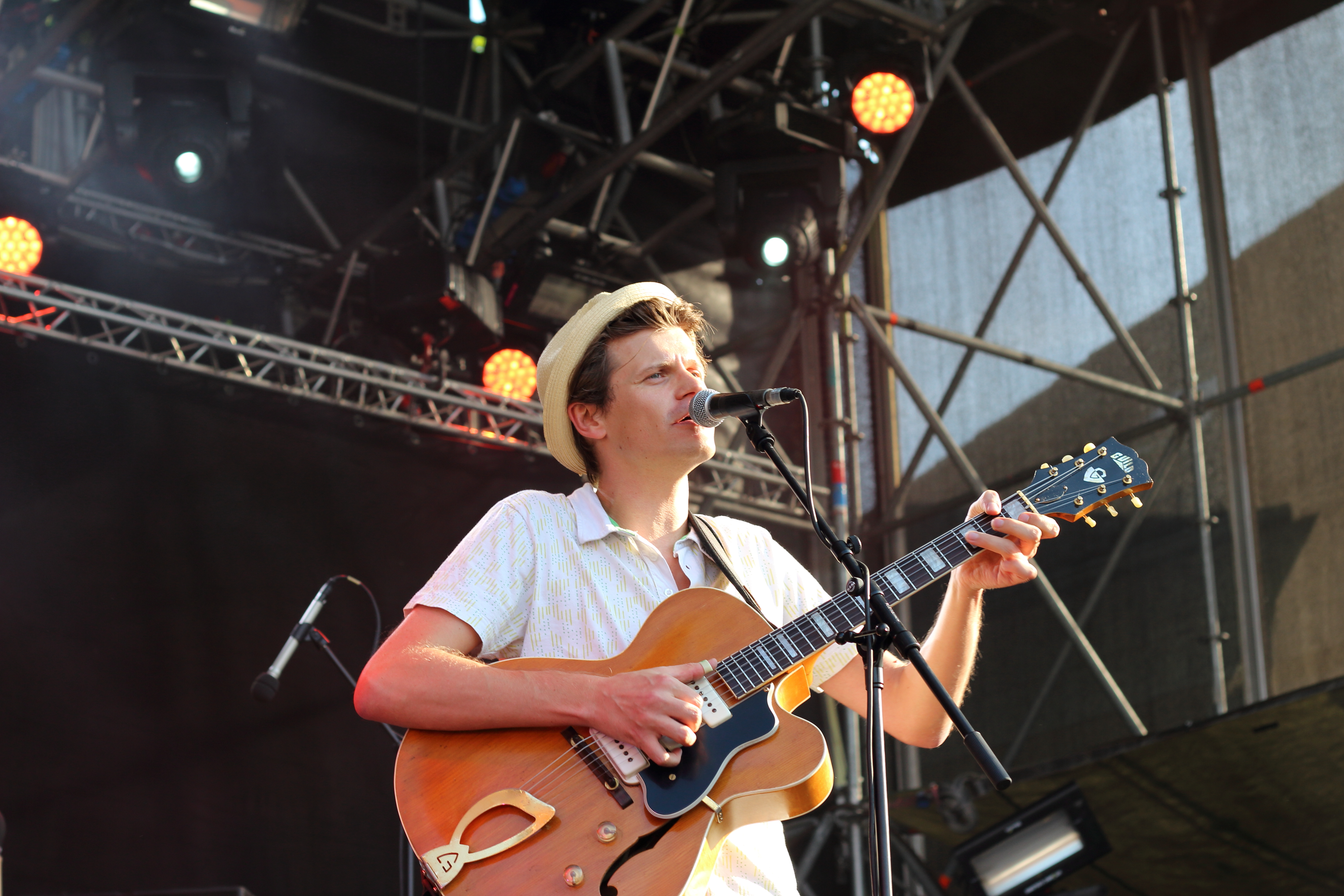
Norbert Schneider am PictureOn 2014

Im Jahr 2010 gewann Schneider den Ö3 Soundcheck. Mit der Single Take It Easy konnte er große Erfolge erzielen und schaffte es bis auf den zweiten Platz der österreichischen Hitparade. Im Oktober 2010 hat er sein Album Tailormade veröffentlicht.
2011 wurde ihm der Austrian Newcomer Award verliehen.
Norbert Schneider war einer der 10 Teilnehmer bei der nationalen Vorausscheidung Österreichs zum Eurovision Song Contest 2012. Er trat an mit dem Lied Medicate My Blues Away, welches auf dem gleichnamigen Album im Jänner 2012 veröffentlicht wurde.
Im März 2012 belegte er den zweiten Platz bei der European Blues Challenge in Berlin.
Am 12. Juli 2013 wurde die erste Single Herrgott schau obe auf mi aus dem im September 2013 erschienenen Album Schau ma mal veröffentlicht. Damit trat Schneider erstmals als Wiener Dialekt-Chansonnier auf.
Im Mai 2014 wurde er mit einem Amadeus Award in der Kategorie Jazz/World Blues ausgezeichnet, im April 2016 gewann er bei seiner 2. Nominierung seinen 2. Amadeus Award in der Kategorie Jazz/World/Blues.
Im Oktober 2016 erschien sein Album Neuaufnahme – eine Hommage an Georg Danzer mit teilweise unveröffentlichten Songs des Pioniers des Austropop.
Von März 2017 bis April 2017 war Schneider Promikandidat in der ORF-Tanzshow Dancing Stars.
Im April 2019 wurde er mit dem Amadeus Austrian Music Award 2019 in der Kategorie Jazz/World/Blues ausgezeichnet.
2020 veröffentlichte er ein Instrumentalalbum mit dem Titel Mondsüchtig. Es wurde im Trio mit Georg Schrattenholzer an der Posaune, Georg Buxhofer am Kontrabass und Norbert Schneider an der Gitarre auf einem 8-Spur-Tonbandgerät aufgenommen. (Mit diesen Aufnahmen wendete sich Schneider erstmals der analogen Aufnahmetechnik zu.)
Ende September 2023 erschien sein Album Ollas Paletti das ebenfalls ausschließlich analog aufgenommen wurde. Mit diesem Album begründet er seine Zusammenarbeit mit Tini Kainrath und Alex Horstmann (Hintergrundsgesang) sowie Alex Deutsch am Schlagzeug. Die restliche Besetzung setzt sich aus Georg Buxhofer am Bass, Max Tschida am Klavier und Georg Schrattenholzer an der Posaune  zusammen.

## Diskografie
Alben
- Live in Concert (DVD) (2005)
- Completely Locked In (2006)
- Live at Jazzfestival Ascona (DVD) (2007)
- Fresh Cuts (2008)
- Tailormade (2010, Sony Music)
- Medicate My Blues Away (2012, Telemedia Music GmbH)
- Schau ma mal (2013, Telemedia Music GmbH)
- Entspannt bis auf die Knochen (2015, Telemedia Music GmbH)
- Neuaufnahme (2016, Telemedia GmbH)
- So wie’s is (2018, Telemedia GmbH)
- Ollas Paletti (2023, Telemedia GmbH)

Singles
- Take It Easy (2010)
- Hooked on You (2010)
- It’s Alright Tonight (2010)
- Medicate My Blues Away (2012)
- I Meet You In My Dreams (2013)
- Herrgott schau obe auf mi (2013)
- Wos du mit mir mochst (2015)
- Gestern wo ma nau Buama (2015)
- Jö Schau (2016)
- Loss mi amoi no D'Sun aufgehn sehn (2016)
- Ollas wird guad (2018)
- Schatzi bitte loss mi ned im Wohnzimmer schlofen (2018)
- Blue Moon (2020)
- Hausverbot Seiler feat. Norbert Schneider (2022)
- Seifenblasen (2023)
- Schlaftablettn (2023)
- Schau ma dann amoi (2023)
- Seavas oids Haus (2023)

## Auszeichnungen
- Vienna Blues Award 2009

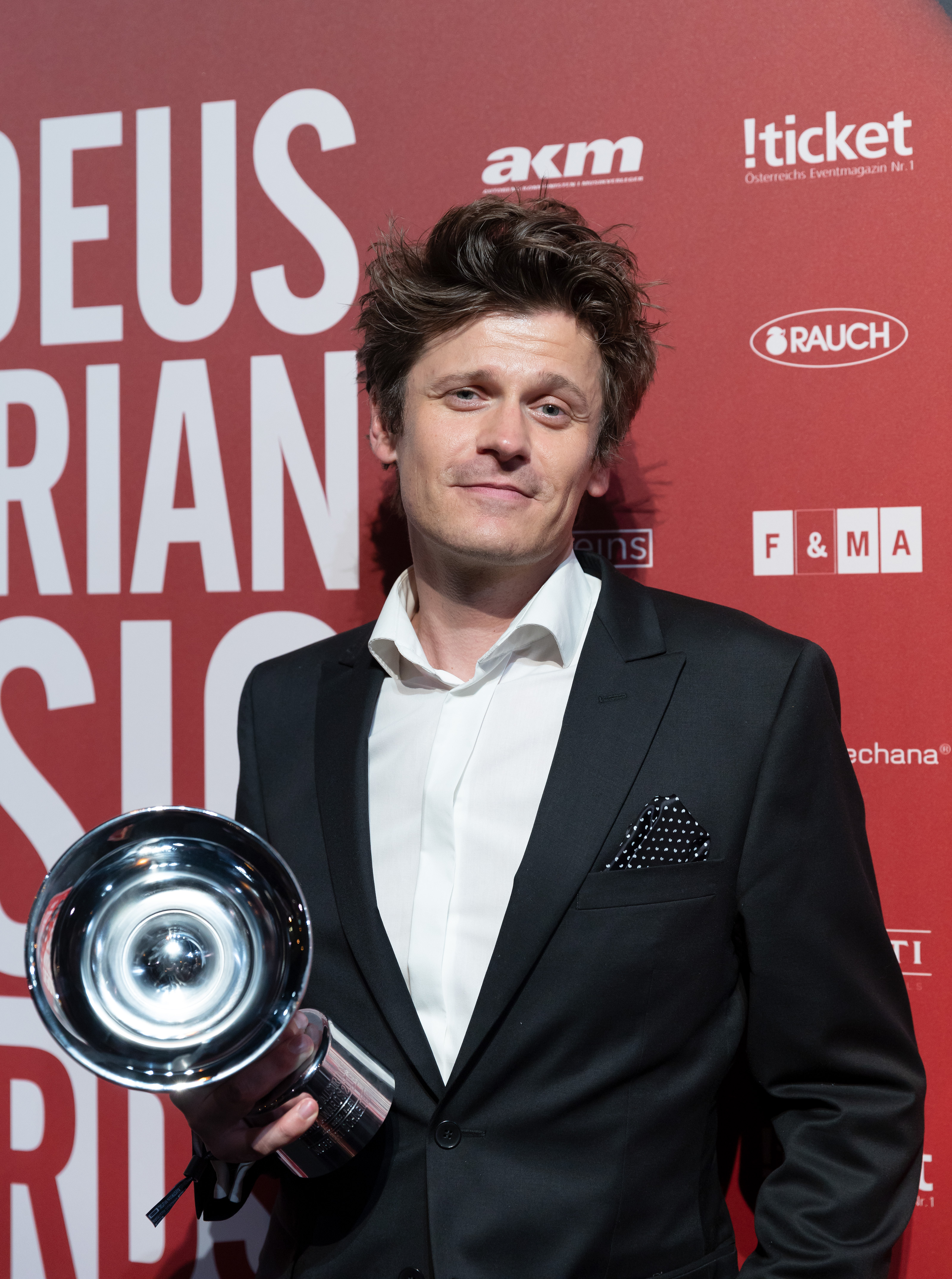
Schneider mit dem Amadeus Award 2019

- Concerto Poll Preis 2009, erster Platz in der Kategorie „Bester Künstler Blues&Roots“
- Concerto Poll Preis 2009, zweiter Platz in der Kategorie „Bestes Album Blues&Roots“
- Concerto Poll Preis 2010, erster Platz in der Kategorie „Bestes Album Pop&Rock“ (Tailormade)
- Preisträger des Austrian Newcomer Awards 2011[5]
- 2. Platz European Blues Challenge 2012
- GOLD für Single "Take it easy"
- Amadeus Austrian Music Award 2014 in der Kategorie Jazz/World/Blues
- Kulturehrenpreisträger der Marktgemeinde Strasshof an der Nordbahn 2014
- Amadeus Austrian Music Award 2016 in der Kategorie Jazz/World/Blues
- GOLD für Album "Neuaufnahme"
- Amadeus Austrian Music Award 2019 in der Kategorie Jazz/World/Blues[6]